# Altait
Altaitul (în franceză altaïte)  este o telurură naturală de plumb care se găsește aproape în stare pură în Altai. Formula sa chimică este PbTe.

## Răspȃndire
Altaitul a fost descoperit în 1845 în Munții Altai. 
Acest mineral mai poate fi găsit în Kazakhstan, SUA, Mexic, Chile și alte locații.
In Europa altaitul s-a descoperit la Stănija, comuna Buceș, județul Hunedoara.